# Tomoko Ishizaka
Tomoko Ishizaka (石坂智子, Ishizaka Tomoko), de nom real Satoko Kobayashi, va ser una cantant idol japonesa de la decada dels 1980. Va nàixer a la ciutat de Kanazawa a la prefectura d'Ishikawa.
L'any 1979 va guanyar la primera edició del concurs de talents organitzat per la discogràfica Toshiba Emi. Un any després, al juny de l'any 1980, va debutar amb el senzill Arigatô. Va debutar amb altres artistes famosos al Japó com Seiko Matsuda, Toshihiko Tahara, Naoko Kawai, Yoshie Kashiwabara o Yoshimi Iwasaki.
L'any 1981 a l'edat de 18 anys es va retirar de la indústria musical només un any i dos mesos després del seu debut. L'agost d'aquell any va realitzar el seu darrer senzill, Kitaguni he.

## Discografia
Senzills
- 21-6-1980: Arigatô (ありがとう)[2]
- 21-9-1980: Digital Night Lullaby (デジタル・ナイト・ララバイ)
- 21-12-1980: Futari no Koi wa ABC (ふたりの恋はABC)
- 21-4-1981: Nagare kumo (流れ雲)
- 21-8-1981: Kitaguni he (北国へ)

Àlbums
- 1-12-1980: Digital Lady (デジタル・レディー)[3]
- 5-6-1981: Nagare Kumo (流れ雲)
- 1-12-1981: Best Album (ベスト・アルバム)